# Овдіївська вулиця
Овдіївська вулиця — вулиця міста Ніжина, історично склалася місцевість (район) Овдіївка; одна з найдовших вулиць міста. Пролягає від площіІвана Франка до кінця забудови.
До вулиці прилягають вулиці Братів Галицьких, Шкільний провулок, Євлашівська, Михайла Коцюбинського, Наскрізний провулок, Вознесенська, Остерська, Олеся Гончара, Каталеївська, Табірний провулок, Миколи Лисенка, Володимирська, Ветхинська, Трушівська, Монастирська, Лісовий провулок, Георгія Вульфа.

## Історія
Авдіївська вулиця починалася від Петропавлівського костелу. Потім отримала назву Мільйонна вулиця.
У будинку № 11 жив у 1911—1913 роки радянський математик та фізик-теоретик Микола Боголюбов.
На місці сучасного будинку № 19 до Другої світової війни знаходився перший у Ніжині «кінотеатр Б. П. Вержиковського» (будинок № 17, не зберігся), відкритий у 1907 році. Було переобладнано приміщення трьох квартир під кінотеатр. Через три роки до будинку прибудовано ще одну залу для кіносеансів. Після жовтня 1917 року кінотеатр був націоналізований і перейменований на «Госкіно-16», який функціонував до 1941 року. У роки Другої світової війни будинок № 17 був зруйнований.
У будинку № 12 розміщувався «Ніжинський вечірній народний університет», заснований 12 березня 1919 року. 17 листопада 1920 року університет передав свої функції робітничо-селянському факультету Ніжинського інституту народної освіти.
На Мільйонній вулиці в будинку № 42 та на Московській вулиці в будинку № 30 — приміщення, що належать військовим частинам — розміщувався «Ніжинський технікум народного господарства», створений у 1921 року на базі соціально-економічної школи для підготовки економістів, операторів, рахівників та бухгалтерів народного господарства із періодом навчання 3 роки. Приймалися учні, які закінчили семирічку. Ліквідований в 1922 року, зробивши один випуск (53 особи).
У будинку Н. І. Пашковської (будинок № 27) у 1915—1917 (1919) роки розміщувалася Ніжинська міська чоловіча гімназія; раніше тут мешкав Володимир Різниченко — академік Всеукраїнської академії наук.
У 1921 році Мільйонна вулиця перейменована на вулицю Карла Маркса — на честь німецького філософа Карла Маркса.
На вулиці розташовані культурно-просвітницьке училище з гуртожитком (№ 21А), станція юних техніків (№ 31), методкабінет та фільмотека Ніжинського міського відділу народної освіти (№ 33), районна рада спортивного товариства «Колос» (№ 39 у будинку кам'яниці XVIII століття), комплекс споруд Введенського монастиря, дитсадок № 4 «Орлятко» (№ 42, 43), відділення зв'язку (№ 99), комплекс будівель колишнього колгоспу імені Фрунзе (№ 198), поряд обеліск на честь загиблих колгоспників, що загинули на фронтах Німецько-радянської війни. На будинку № 69 встановлено меморіальну дошку М. Г. Крапів'янському, нині демонтовано. У будинку № 70 народився Марк Бернес — радянський актор кіно та дубляжу.
Вулиці було повернуто історичну назву — на честь району Овдіївка, що історично склалася місцевості, де вулиця пролягає.

## Забудова
Вулиця пролягає у північно-західному напрямку. Парна та непарна сторони вулиці зайняті переважно садибною, частково малоповерховою (2-поверхові будинки) житловою забудовою та один 5-поверховий будинок.
Установи:
1. будинок № 2 — Ніжинська міжрайонна прокуратура
2. будинок № 5 — Ніжинський міський центр первинної медико-санітарної допомоги
3. будинок № 21А — Ніжинське училище культури і мистецтв (корпус 1)
4. будинок № 99А — відділення зв'язку Укрпошта (пошта)
5. будинок № 227 — школа № 13

Пам'ятники архітектури, історії чи монументального мистецтва:
1. будинку № 1 — Житловий будинок — архітектури
2. будинку № 3 — Житловий будинок — архітектури
3. будинку № 6 — Житловий будинок — архітектури знову виявлений. Будинок, де жив М. І. Нирка — історії знову виявлений
4. будинку № 8 — Житловий будинок — архітектури місцевого значення
5. будинку № 10 — Будинок, де народився і жив Олександр Лазаренко — історії, знову виявлений
6. будинку № 19 — Будинок, де жив Федір Арват — історії, знову виявлений
7. будинок № 21А — Пам'ятний знак на будинку культурно-просвітницького училища на честь вихованця Ніжинського бібліотечної техніки Героя Радянського Союзу Андрія Мірошника — історії
8. будинок № 27 — Будинок Н. І. Пашковської — архітектури місцевого значення
9. будинок № 30 — Будинок генерала Капуані — архітектури місцевого значення. Будинок, де в 1787 році зупинявся Франсіско де Міранда — історії знову виявлений
10. будинок № 39 — Кам'яниця — архітектури місцевого значення
11. будинок № 46 — Комплекс споруд Введенського монастиря (будинок № 44А): Введенський собор та дзвіниця — архітектури національного значення, келії, Іллінська церква — архітектури місцевого значення, стіна Введенського монастиря — архітектури знову виявлений; готель (будинок № 49) — архітектури та історії місцевого значення
12. будинку № 69 — Будинок, де періодично зупинявся Н. Г. Кропив'янський — історії місцевого значення
13. будинок № 70 — Будинок, де народився Марк Бернес — історії місцевого значення
14. біля Авдіївської церкви — Братська могила партизанів, розстріляних німецькими вояками у серпні 1918 року — історії місцевого значення
15. будинок № 117 — Вознесенська церква — архітектури місцевого значення
16. будинок № 117 (цвинтар Вознесенської церкви) — Братська могила партизанів, розстріляних німецькими військами у серпні 1941 року — історії місцевого значення
17. будинок № 121 — Пам'ятний знак більшовицьким учасникам громадянської війни — 04.04.2016 знято з державного обліку — історії місцевого значення
18. будинок № 198 — Пам'ятний знак колгоспникам колгоспу імені Фрунзе, які загинули на фронтах Німецько-радянської війни — історії місцевого значення
19. будинок № 227 — Пам'ятник М. Г. Кропив'янському — знятий з державного обліку — монументального мистецтва місцевого значення
20. Авдіївський цвинтар — Могила Миколи Кропив'янського — історії місцевого значення
21. Овдіївський цвинтар — Братська могила червоноармійців, які загинули в боях з денікінцями у 1919 році — історії місцевого значення
22. Овдіївський цвинтар — Братська могила воїнів громадянської війни — історії місцевого значення
23. Овдіївський цвинтар — Братська могила 26 радянських вояків, які загинули під час боїв за місто в серпні 1941 року та у вересні 1943 року — історії місцевого значення